# Bill Flett
William Mayer „Bill“ Flett (* 21. Juli 1943 in Vermilion, Alberta; † 12. Juli 1999 in Edmonton, Alberta) war ein kanadischer Eishockeyspieler. Der rechte Flügelstürmer absolvierte über 700 Spiele in der National Hockey League, den Großteil davon für die Los Angeles Kings sowie die Philadelphia Flyers, mit denen er 1974 den Stanley Cup gewann. Darüber hinaus bestritt er über 200 Spiele für die Edmonton Oilers in der World Hockey Association.

## Karriere

### Anfänge
Bill Flett wuchs im ländlichen Alberta auf und war seit seiner Jugend ein passionierter Rodeoreiter, sodass er zeit seiner Karriere den Spitznamen „Cowboy“ trug. Sein Vater Meyer Flett spielte ebenfalls Eishockey und lief in den 1940er Jahren unter anderem in der Eastern Hockey League (EHL) sowie in der Western International Hockey League auf. Von 1960 bis 1963 spielte Bill Flett im Nachwuchsbereich für die Melville Millionaires in der Saskatchewan Junior Hockey League, der regionalen Juniorenliga. In der Spielzeit 1962/63 erzielte der Angreifer dort 85 Scorerpunkte in 53 Spielen und empfahl sich somit für eine anschließende Profikarriere. Zuvor wechselte er allerdings kurzzeitig zu den Estevan Bruins, mit denen er in sechs Einsätzen am Memorial Cup teilnahm, das Endspiel dabei allerdings verpasste.
In der Folge verbrachte Flett vier Jahre in diversen Minor Leagues, so lief er 1963/64 hauptsächlich für die Charlotte Checkers in der EHL auf, wobei Kurzeinsätze für die Rochester Americans in der American Hockey League sowie für die Denver Invaders in der Western Hockey League (WHL) hinzukamen. Es folgte ein Engagement bei den Victoria Maple Leafs aus der WHL, bevor er an die Tulsa Oilers in die Central Professional Hockey League abgegeben wurde und dort etwa zweieinhalb Jahre auf dem Eis stand.

### Profibereich
Erst die große Ligaerweiterung von 1967 ermöglichte Flett den Sprung in die National Hockey League (NHL), so wählten ihn die Los Angeles Kings im NHL Expansion Draft 1967 von den Toronto Maple Leafs aus, bei denen er bereits unter Vertrag gestanden hatte – die Victoria Maple Leafs fungierten als Farmteam der Toronto Maple Leafs. In Los Angeles etablierte sich der Flügelstürmer im NHL-Aufgebot und wurde mit 26 Treffern prompt zum besten Torschützen des Teams. Insgesamt verbrachte der Kanadier fünf Jahre in Kalifornien, trat dabei als regelmäßiger Scorer in Erscheinung und vertrat das Team beim NHL All-Star Game 1971, bevor er im Januar 1972 samt Eddie Joyal, Ross Lonsberry und Jean Potvin an die Philadelphia Flyers abgegeben wurde. Im Gegenzug wechselten Bill Lesuk, Jim Johnson und Serge Bernier nach Los Angeles. In Philadelphia verlebte Flett seine zweieinhalb erfolgreichsten NHL-Jahre, so erreichte er 1972/73 mit 74 Scorerpunkten seine beste persönliche Statistik und gewann in der Spielzeit darauf mit dem Team den ersten Stanley Cup der Franchise-Geschichte.
Nur knapp eine Woche nach dem Titelgewinn gaben ihn die Flyers an die Toronto Maple Leafs ab und erhielten dafür Dave Fortier und Randy Osburn. Nach einer Saison in Toronto gelangte er über den Waiver zu den Atlanta Flames, bei denen seine NHL-Karriere bereits im Dezember 1976 ihr vorläufiges Ende fand, als ihn die Flames für eine finanzielle Gegenleistung zu den Edmonton Oilers in die World Hockey Association (WHA) transferierten. Bei den Oilers konnte der Angreifer noch einmal an frühere Leistungen anknüpfen, so war er in der Spielzeit 1978/79 mit 41 Treffern bester Torjäger der Oilers.
Mit dem Wechsel der Oilers in die NHL zur Spielzeit 1979/80 vollzog sich auch ein Generationenwechsel im Team, sodass Flett seine aktive Karriere nach 20 Saisonspielen für beendet erklärte. Insgesamt hatte der Flügelstürmer 742 NHL-Partien absolviert und dabei 440 Scorerpunkte erzielt, während in der WHA 210 Spiele und 196 Punkte zu Buche standen.

### Krankheit und Tod
Nach seiner Eishockeylaufbahn war Flett, wie bereits sein Vater vor ihm, in der Ölindustrie tätig. Bereits zu NHL-Zeiten als regelmäßiger Partygänger bekannt, wurde der Kanadier nach seiner aktiven Karriere schwer alkoholkrank. Mit finanzieller und persönlicher Unterstützung früherer Teammitglieder (u. a. Wayne Gretzky und Glen Sather) ließ er sich Anfang der 1990er Jahre im Betty Ford Center behandeln und lebte in der Folge abstinent. Dennoch benötigte er im Mai 1999 eine Lebertransplantation, an deren Folgen er am 12. Juli 1999 in einem Krankenhaus in Edmonton verstarb. Flett wurde 55 Jahre alt und hinterließ seine Ehefrau und drei Kinder.

## Erfolge und Auszeichnungen
- 1971 Teilnahme am NHL All-Star Game
- 1974 Stanley-Cup-Gewinn mit den Philadelphia Flyers

## Karrierestatistik
(Legende zur Spielerstatistik: Sp oder GP = absolvierte Spiele; T oder G = erzielte Tore; V oder A = erzielte Assists; Pkt oder Pts = erzielte Scorerpunkte; SM oder PIM = erhaltene Strafminuten; +/− = Plus/Minus-Bilanz; PP = erzielte Überzahltore; SH = erzielte Unterzahltore; GW = erzielte Siegtore; 1 Play-downs/Relegation; Kursiv: Statistik nicht vollständig)